# Pseudosphex rubripalpus
Pseudosphex rubripalpus là một loài bướm đêm thuộc phân họ Arctiinae, họ Erebidae.